# Бехтеев, Фёдор Дмитриевич
Фёдор Дмитриевич Бехтеев (3 [14] февраля 1716, Смоленская губерния — сентябрь 1761) — российский дипломат, церемониймейстер Высочайшего двора, бригадир (1758), надворный советник. Первый воспитатель и учитель цесаревича Павла Петровича (1758—1760).

## Биография
Фёдор Бехтеев родился 3 (14) февраля 1716 года в Смоленской губернии. Детство провёл в имении в селе Липовка на берегу Дона (в Елецком уезде). Был «домашним человеком» у вице-канцлера графа М. И. Воронцова, который в дни его молодости защитил его от соседа-помещика Смоленской губернии, а затем до самой смерти Бехтеева покровительствовал ему.
Место получения образования — неизвестно, но в доме Воронцова он учил русской грамоте Екатерину Воронцову (впоследствии княгиню Дашкову).
1 февраля 1731 года (по другим данным — 1734) вступил в службу гефрейт-капралом в кирасирский полк, затем был каптенармусом и ротным квартирмейстером в том же полку.
В 1736 году, находясь в Варшаве, был причислен к посольской канцелярии. Вернувшись в Россию в начале 1742, Ф. Бехтеев служил сначала переводчиком, а с июля 1744 — секретарём в Коллегии иностранных дел. 18 декабря 1753 был пожалован в надворные советники.
В начале 1756 года, по рекомендации М. Воронцова, он был послан в Париж в качестве поверенного в делах при французском дворе. Успешно справился с поставленными заданиями (в частности освобождения из Бастилии любимца И. И. Шувалова барона де Чуди) и добился того, что отношения Российской империи с Францией приняли характер прочной дружбы. 11 июня 1757 года в Париж приехал назначенный туда послом граф М. П. Бестужев-Рюмин. Бехтеев пробыл в Париже до декабря, частью вследствие болезни Бестужева-Рюмина, частью вследствие поручений и покупок для Двора и Воронцова.
На возвращение в Россию, по ходатайству Воронцова, Бехтееву было отпущено 1000 рублей. В марте 1758 года Бехтеев вернулся в Санкт-Петербург, а 19 октября того же года был пожалован церемониймейстером Высочайшего двора и чином бригадира и назначен членом Коллегии иностранных дел.
Был близок также к графу П. Шувалову.
Ф. Бехтеев — первый воспитатель цесаревича Павла Петровича. Императрица Елизавета Петровна поручила ему обучение грамоте четырёхлетнего цесаревича, наказав «воспитаннику „женского терема“ внушить, что тот — будущий мужчина и Царь.». Он сразу же по приезде принялся учить Павла читать по-русски и по-французски по весьма оригинальной азбуке.
Ф. Бехтеев подарил царевичу карту Российского государства с надписью: «Здесь видишь, государь, наследство, что славные твои деды победами распространяли». По записям Порошина тот во время занятий применял особый метод, соединявший забаву с учением, и быстро научил великого князя чтению и счислению при помощи игрушечных солдатиков и складной крепости «сделали для Его Высочества костяных гренадеров и мушкетеров, у коих на бантах и на шапках французские литеры были. Также сделали деревянных драгун, у коих на бантах русские литеры были. Складам по тому Великой Князь учился». А ещё учебным пособием Федора Дмитриевича была «раздвижная крепость с нумерами до осьмнадцати: по ней цифры показывал Его Высочеству Федор Дмитриевич». По воспоминаниям современников Ф. Бехтеев был одержим духом всяческих уставов, четких приказаний, военной дисциплиной, сравнимой с муштрой. Потом Бехтеева обвиняли биографы Павла Петровича в том, что он с самого раннего детства начал прививать ребенку страсть к «военщине».
Кроме того, чтобы поощрить Павла Петровича к чтению и сыграть на его самолюбии, Бехтеев при занятиях с ним сажал рядом за стол взрослых людей из дворцовой прислуги, приказывая им притворяться неграмотными; затем он стал печатать для великого князя особые ведомости, где под рубрикой «Из Петербурга» сообщалось обо всех поступках и погрешностях Павла Петровича, причем уверял его, что эти ведомости рассылаются по всей Европе, так что он должен читать их, если желает знать, что о нём говорят. При Бехтееве же явился первый, специально составленный для Павла учебник. Это было «Краткое понятие о физике для употребления Его Императорского Высочества Государя великого князя Павла Петровича» (С.-Петербург, 1760).
В июне 1760 года Бехтеева сменил при Павле Никита Иванович Панин.
Умер в сентябре 1761 года; 25 сентября 1761 года был похоронен в Петербурге на Лазаревском кладбище Александро-Невской лавры.

### Семья
Отец — Дмитрий Епифанович Бехтеев (≈1675 — 1729).
Брат — Алексей Дмитриевич Бехтеев (1720—1793), генерал-майор.
Сын — Дмитрий.